# Clap Your Hands Say Yeah (album)
Albums de Clap Your Hands Say Yeah
Some Loud Thunder
Clap Your Hands Say Yeah est le premier album du groupe Clap Your Hands Say Yeah sorti en 2006.
L'accueil critique a été très positif, notamment de la part de Pitchfork, avec une note de 9,0/10.

## Liste des titres
1. Clap Your Hands! (1:48)
2. Let the Cool Goddess Rust Away (3:24)
3. Over and Over Again (Lost & Found) (3:09)
4. Sunshine & Clouds (And Everything Proud) (1:02)
5. Details of the War (3:30)
6. The Skin of My Yellow Country Teeth (5.43)
7. Is This Love? (3:11)
8. Heavy Metal (4:01)
9. Blue Turning Gray (1:17)
10. In This Home On Ice (3:58)
11. Gimme Some Salt (3:03)
12. Upon This Tidal Wave of Young Blood (4:34)